# Moratalaz
Moratalaz är ett distrikt i Madrid i Spanien. Moratalaz ligger i östra delen av Madrid, ytan uppgår till 634,42 km² och området avgränsas av motorvägen M-30 i väster, M-40 i öster, M23 i norr och A-3 i söder.[källa behövs]

## Geografi
Området delas administrativt in i sju stadsdelar (barrios):[källa behövs]
- Fontarrón (145)
- Horcajo (142)
- Marroquina (143)
- Media Legua (144)
- Pavones (141)
- Vinateros (146)

## Historia
Moratalaz uppstod som en förort till Madrid under 1960-talet. Till de kända personer som bott i området hör Elvira Lindo, Melendi, el Dioni, Alejandro Sanz och Letizia Ortiz.[källa behövs]
Före 1960 var Moratalaz bara en samling hus, cirka 40 stycken, med en enda gata.[källa behövs] Moratalaz låg halvvägs på en väg som förband Madrids kyrkogård Cementerio de la Almudena med det då inkorporerade samhället Vallecas.
Colonia Del Ferrocarril var ett husprojekt under 1960-talet som utvecklades i Moratalaz.[källa behövs] Tåget Madrid-Arganda Del Rey stannade här, och Moratalaz växte.[källa behövs]
Ett militärt område gav upphov till vad som nu är en av distriktets huvudgator, Calle Del Pico De Los Artilleros.[källa behövs] En gammal väg som förband Madrid med Kastilien-La Mancha blev Moratalaz's stora aveny, Camino De Los Vinateros.
Genom bostadsministeriets program och byggnadsföretaget Urbis växte samhället snabbt och okontrollerat.[källa behövs] Detta gav de breda avenyer och öppna ytor som kännetecknar Moratalaz, där trafikleder är skilda från husen av breda gröna zoner.[källa behövs] På 1970-talet var detta inte så populärt, men numera uppskattas det mycket, eftersom det minskar bullerföroreningar.[källa behövs]
Emblemet för bostadsministeriet, ett ok med pilar, från Francotiden kan fortfarande ses i de äldre kvarteren från den tiden.

## Befolkning
I området bor 106 344 personer, av vilka 9 942 är immigranter enligt 2006 års folkräkning.[källa behövs]

## Sevärdheter
Moratalaz är berömt för sina stora parker och öppna ytor.[källa behövs] Jesu Kristi Kyrka av Sista Dagars Heliga har ett tempel i området. Det är det enda mormontemplet i hela Spanien.[källa behövs]

## Transporter
Moratalaz betjänas av Metro De Madrids linje 9. Den har tre stationer i området: Vinateros, Artilleros och Pavones. Moratalaz har också flera busslinjer som förbinder området med Madrids centrum, bland annat en nattbuss.